# Танец живота

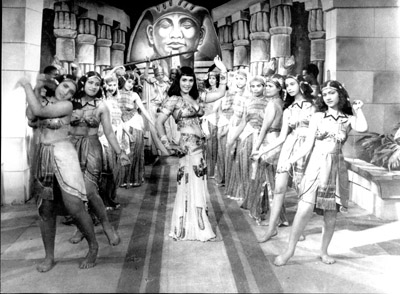
Тахия Кариока, 1920 год.

Танец живота (belly dance) или Восточный танец — западное название танцевальной техники, распространённой на Ближнем Востоке и в арабских странах. На арабском языке он известен как Ракс Шарки (араб. رقص شرقي‎: восточный танец), на турецком — как Oryantal dansı, то есть «восточный танец». Своеобразие восточного танца живота — в его пластичности.

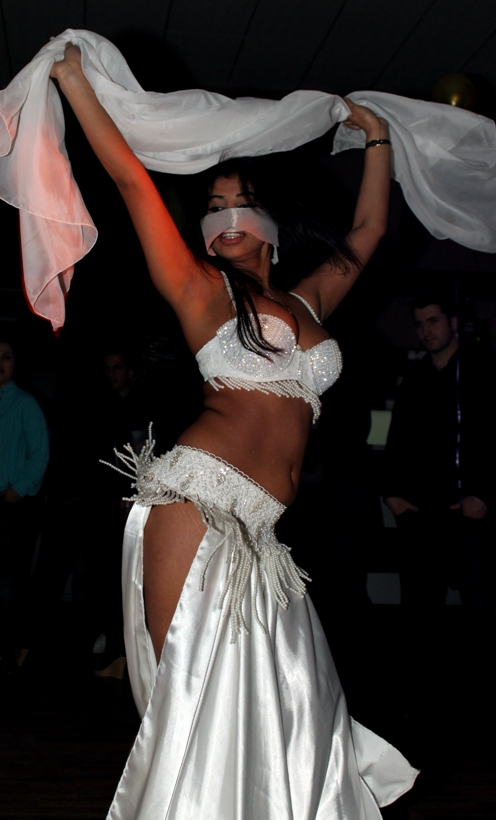
Исполнительница танца

## Терминология
«Танец живота» — это перевод французского термина фр. danse du ventre, который был придуман в 1864 году как ехидное прозвище для ориентальной картины «Танец альмеи» французского художника Жана-Леона Жерома. Французский термин "danse du ventre" получил широкую известность благодаря международным выставкам XIX века, где танец восточных исполнительниц был представлен как экзотическое зрелище для западной аудитории.

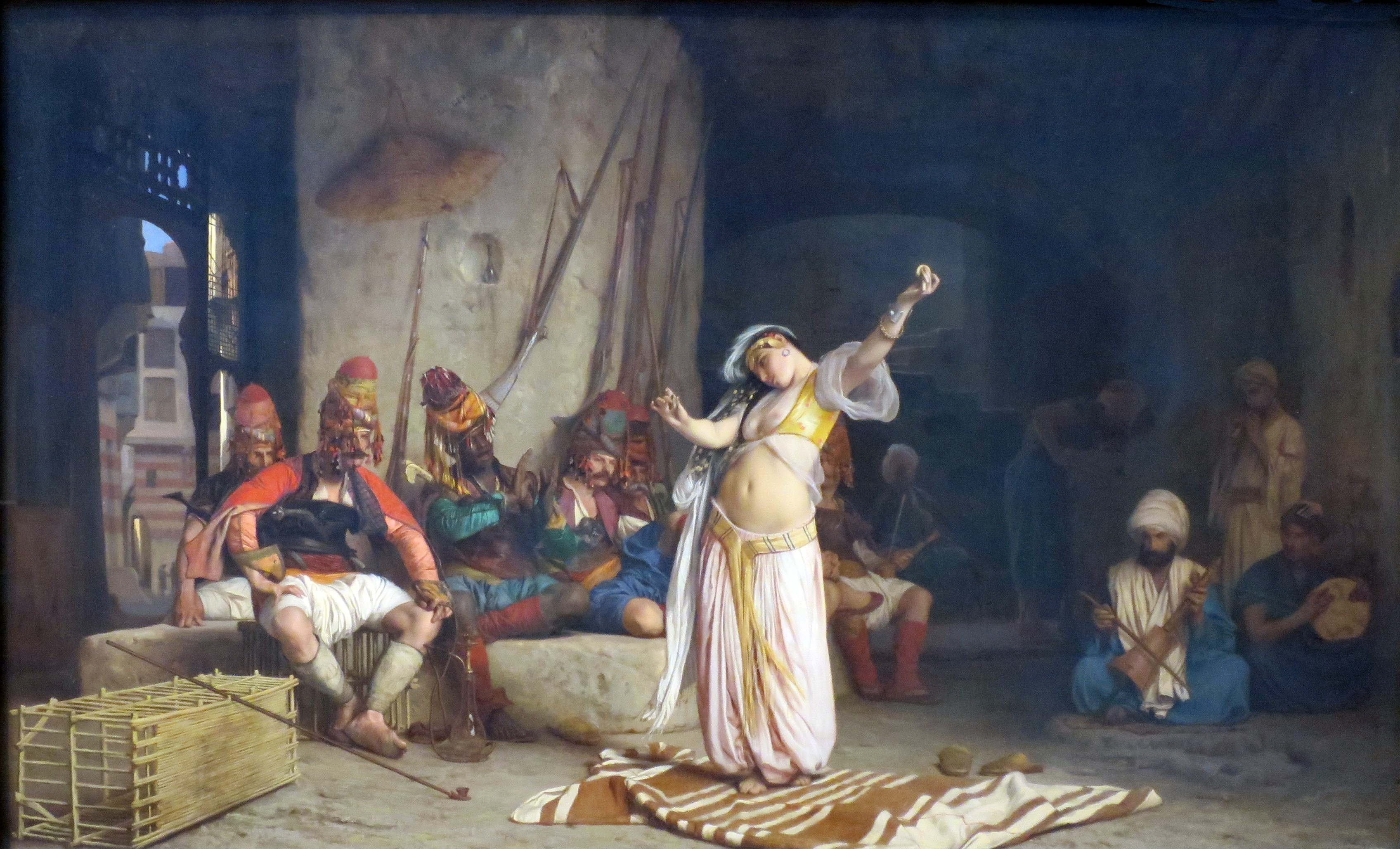
Танец альмеи Жана-Леона Жерома, 1863 год

На картине изображена женщина, танцующая перед аудиторией сидящих солдат в фантастической ближневосточной обстановке. Костюм танцовщицы с её маленьким жилетом и прозрачной блузкой, кажется, был вдохновлен современной одеждой авалей (египетское сленговое название танцовщиц). В то время как авали того периода носили блузку до локтя, заправляя её в юбку на талии, однако прозрачная блузка этой танцовщицы расстегнута на её обнаженной груди, а её обнаженный живот обращен к зрителю картины.

## Происхождение
Танец живота во многом навеян мифами о Востоке, восточными красавицами (Саломея), одалисками и баядерками, который был воплощён в XX веке на основе синтетической танцевальной техники: европейское кабаре (бурлеск-шоу) XIX—XX веков, цыганский танец гавази (проникший в Египет из Индии в X веке) и местные арабские танцевальные традиции (ритмичные покачивания бёдрами), которые были существенно приглушены многовековым господством ислама. Главным аргументом в пользу современного происхождения танца живота является тот факт, что арабские народные танцы имели коллективный характер, а исламский дресс-код является несовместимым с нарядом исполнительницы танца живота. Некоторые движения танца живота перекликаются с индийскими классическими танцами, такими как бхаратанатьям и катхак, что свидетельствует о возможных культурных заимствованиях через торговые пути.
Тем не менее, на Ближнем Востоке в доарабскую эпоху существовала танцевальная культура, о которой в отрывочной форме повествует Библия. Так в эпоху Судей (Бронзовый век) «девицы Силомские плясали в хороводах» (Суд. 21:21). Вернувшийся от филистимлян Давид «скакал и плясал» (2Цар. 6:16) так, что льняной ефод подлетал очень высоко (2Цар. 6:20) перед ковчегом Завета под аккомпанемент цитр, кимвалов, тимпанов и псалтырей. На дне рождения Ирода Антипы плясала дочь Иродиады Саломея (Мф. 14:6), которая потребовала за свой танец голову Иоанна Крестителя (Мф. 14:8).
Но отождествление всех перечисленных танцев с именно танцем живота либо любым другим спорно ввиду того банального, что о деталях танцевальных движений в Библии ничего не написано.

## История
Первое шоу с восточными танцовщицами было показано в Париже в 1889 году.
В 1926 году ливанская актриса и танцовщица Бадия Масабни открыла ночной клуб «Opera Casino» в Каире по образу и подобию европейских кабаре того времени. Считается, что именно она создала танец живота в его классическом виде, совместив европейский сольный танец с восточным колоритом. Бадия Масабни ввела в танец змеевидные движения руками. Воспитанницами Бадеи Масабни стали легендарные звезды восточного танца: Самия Джамал (Зейнаб Ибрагим Махфуз) и Тахия Кариока (Абла Мухаммед Карим). Первая начала исполнять танец живота на каблуках, а вторая внесла в него элементы латиноамериканских ритмов.
Огромный вклад в танец живота привнес основатель собственной труппы Махмуд Реда, поставивший множество прекрасных танцев и направлений (в том числе знаменитый Александрийский танец). Из его труппы выходили такие звёзды как Эдина Бодор, Ракия Хасан и Фарида Фахми.
Танец живота в экономике Египта стоит сразу после прибыли от разрешения судоходства по Суэцкому каналу, туристического кластера, экспорта нефти и хлопка и, по разным оценкам, приносит в египетскую казну от 250 до 400 млн долларов ежегодно. Исполнительниц танца живота обязали платить налоги.

## Разновидности
Существует более 50 стилей восточного танца, выделяют также направления:
- Египетская школа (араб. رقص بلدي‎, ракс беледи, народный танец[8]) — более целомудренная версия танца живота в закрытых нарядах с более плавными движениями.
- Арабская школа (халиджи) — танец волос[9][10], получивший своё название по характерным взмахам распущенных волос.
- Турецкая школа (тур. Çiftetelli, чифтетелли[11]) более чувственная, костюмы более откровенные, приняты танцы на столе, общение во время танца с зрителями, в наше время примерами является танец с шестом.

На танец живота повлиял арабский народный танец дабка (коллективный танец с подскоками, похожий на кельтскую джигу).

## Аксессуары
В некоторых видах танца живота могут использоваться аксессуары:
- трость (танец саиди, родственный мужскому военному танцу тахтиб)[14]
- огонь
- сабли
- сагаты (маленькие металлические диски, которые надеваются на большой и средний палец)
- шаль (большой, прямоугольный платок)
- крылья
- веера
- маленькие барабанчики
- меляйа (александрия)
- канделябр (шамадан)
- змея

## Костюм
Костюм для танца живота имеет название — бедла. Классическими его элементами являются лиф, пояс и широкая юбка, часто с разрезом на бедре. Костюм для консервативной публики подразумевает закрывающую вуаль для живота, рук и волос. Вместо юбки иногда могут надеваться шаровары. Весь костюм украшается бисером, стразами, монистами или жемчугом. Украшения играют большую роль, поскольку они привлекают внимание, завораживают взгляд и сообщают танцу колорит восточной медитативности. Часто ракс шарки танцуют с большим прямоугольным платком. Танцуют обычно босиком.